# Miroslav Vystrčil
Miroslav Vystrčil (24. února 1924 Brno – 9. srpna 2014 Praha) byl český sochař, medailér, šperkař a designér plakátů, zakládající člen skupiny Máj 57. V šedesátých letech účastník mezinárodních sochařských sympozií, později člen Klubu konkrétistů.

## Život
Během války v letech 1940–1943 absolvoval Školu uměleckých řemesel v Brně. V letech 1945–1950 studoval na Vysoké škole uměleckoprůmyslové v Praze v ateliéru Jaroslava Horejce, ale více byl ovlivněn klasicismem svého druhého profesora Bedřicha Stefana. Byl zprvu členem II. krajského střediska Umělecká beseda, se kterým vystavoval roku 1953, později střediska Štursa, kde se seznámil s pozdějšími členy skupiny Máj 57. S některými z nich měl společnou výstavu roku 1955 (Výstava jedenácti) v galerii ARS v Melantrichu. Do skupiny Máj 57 přivedl svou mladší spolužačku Dagmar Hendrychovou a zúčastnil se první i druhé výstavy skupiny (1957, 1958). Počátkem 60. let ze skupiny Máj odešel spolu s Liborem Fárou a oba jako důvod označili sochařskou tvorbu Zbyňka Sekala.
Vystrčil byl zastoupen na významných přehlídkách českého moderního sochařství: Realizace ve Špálově galerii (1961) Socha 1964, Oblastní galerie Liberec, Moderná česká plastika v rámci cyklu Socha piešťanských parkov (1968) a sochařského sympozia v pískovci Hořice (1968).
Plánovaná autorská výstava v Galerii bratří Čapků roku 1966 se neuskutečnila. Bilanci jeho volné tvorby představila samostatná výstava, která proběhla v roce 1970 v Galerii Fronta v Praze a posmrtně galerie v Chebu a Náchodě. Byl zastoupen na výstavě 300 malířů, sochařů a grafiků 5 generací k 50. výročí republiky v Mánesu a Obecním domě roku 1968.
Během studií bydlel v Dušní ulici, kam se k němu načas nastěhoval Zdeněk Palcr. Svůj první ateliér měl v bývalém skladu keramiky na Kampě (Hroznová 3), kde se v 50. letech scházeli umělci. . Po roce 1989 kvůli změně majitele o tento ateliér přišel (dnes restaurace Velkopřevorský mlýn) a nový si zbudoval v předválečném zahradním domku v ulici Ke studánce v pražském Motole. Život v ústraní způsobil, že jeho díla nebyla zahrnuta do přehledných výstav po roce 1990 a sochař upadl v zapomnění. K nápravě došlo až díky iniciativě Marcela Fišera, který připravil retrospektivní výstavu v Chebu (2017) a s Janem Kapustou její reprízu v Náchodě (2019).

## Dílo
V polovině 50. let získal svou první velkou zakázku na devět reliéfních domovních znamení pro sídliště v Kladně-Kročehlavech. Ta patří k vůbec nejlepším pracím tohoto sochařského žánru spojeného se sorelou.
Na prvních výstavách se skupinou Máj 57 představil sádrové akty příbuzné sochám Picassa nebo Laurense, které překvapovaly zralostí názoru i potencí dalších realizací. Byly podobného pojetí, jaké tehdy tvořili další její členové Miloslav Chlupáč a Zdeněk Palcr, ale přesvědčovaly expanzivitou pozorně rytmizovaných objemů a zvláštní lyričností. Nejstarším dochovaným dílem Miroslava Vystrčila je drobný akt ženy deformovaných a nadsazených forem v jasně červené barvě. Má picassovský ráz a její reliéf poskládaný z organických fragmentů připomíná miróovské symboly, zejména charakteristický srpek býčích rohů. Stylizovaná bronzová socha býka ve formě mísy na květiny zdobila i zahradu Vystrčilova ateliéru.
Počátkem 60. let ho ovlivnily tehdejší evropské trendy, opustil modelování a začal tvořit svařované kovové plastiky a šperky. Jedna linie jeho tvorby se nesla v duchu novodobého primitivismu, druhá měla podobu elegantní modernistické zkratky ženského těla.
V druhé polovině 60. let se přiklonil k abstraktním geometrizujícím plastikám a počínaje Evropským fórem v rakouském Alpbachu (1967) začal vystavovat s klubem konkretistů. Zúčastnil se soutěže na památník v Osvětimi. Po nástupu normalizace se věnoval téměř výhradně realizacím soch ve veřejném prostoru a tvořil zejména kamenné kašny a pítka. Nikdy si nezadal s komunistickým režimem a jeho díla jsou abstraktní, zcela podřízená funkci. Byl rovněž ilustrátorem a tvůrcem ceněných filmových plakátů.
Při tvorbě sochařských děl do veřejného prostoru mohl uplatnit svůj technický talent, cit pro materiál a smysl pro čistý, a přitom nikoliv fádní tvar. Charakteristická pro něj byla zejména kombinace kamene a kovu. V jeho kamenných sochách se uplatňují organické tvary a křivky, které klade do kontrastu s kovovými doplňky ve tvaru koule. Vystrčilova hořická pískovcová socha ze sympozia konaného roku 1968 má podobu kamenného bloku s mohutnou bosáží v podobě nabobtnalého organického pásu.
Zabýval se rovněž restaurováním kamene. V 50. letech se např. podílel na restaurování gotického arkýře Karolina.

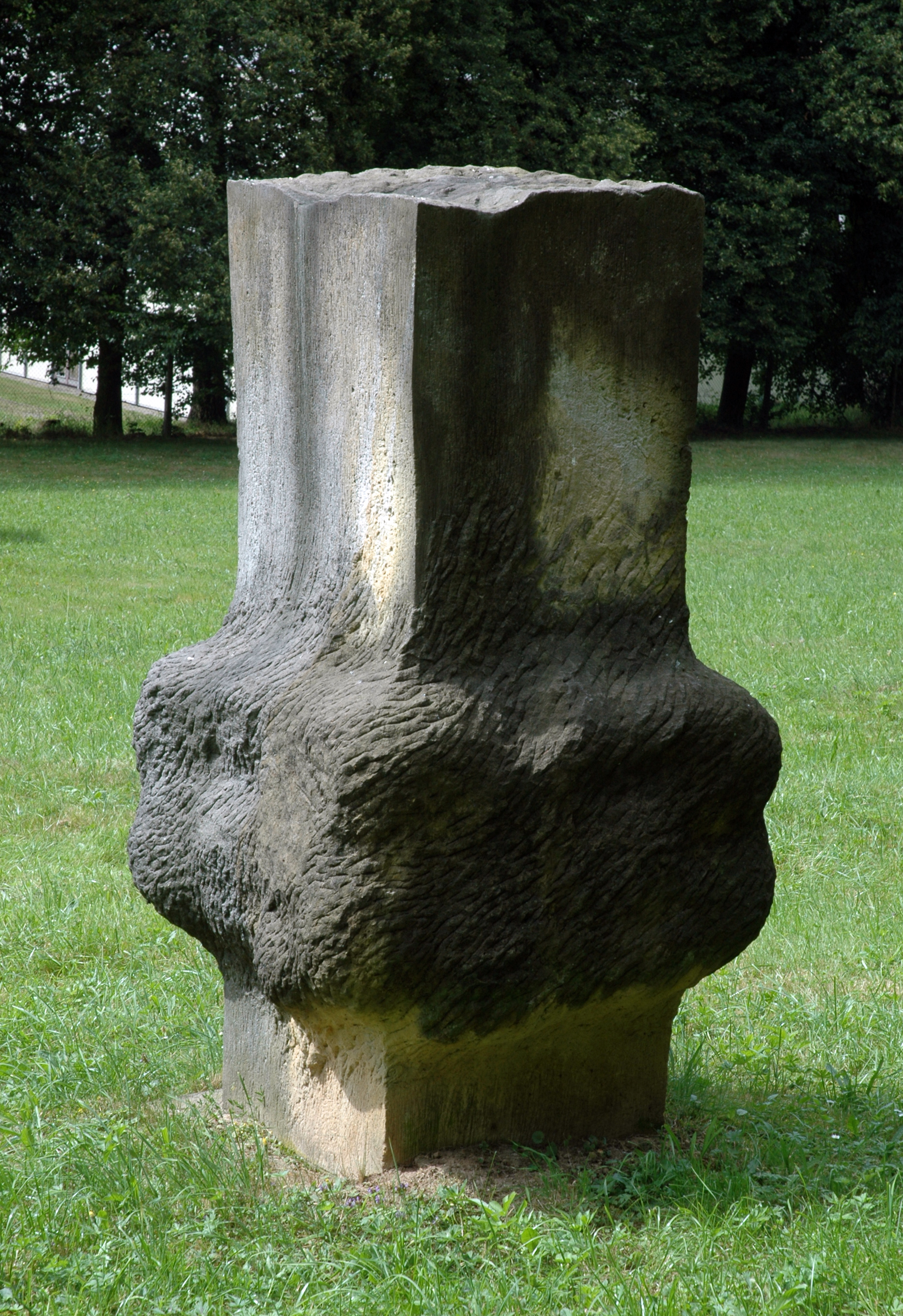
Miroslav Vystrčil, Sochařské sympozium Hořice, 1968
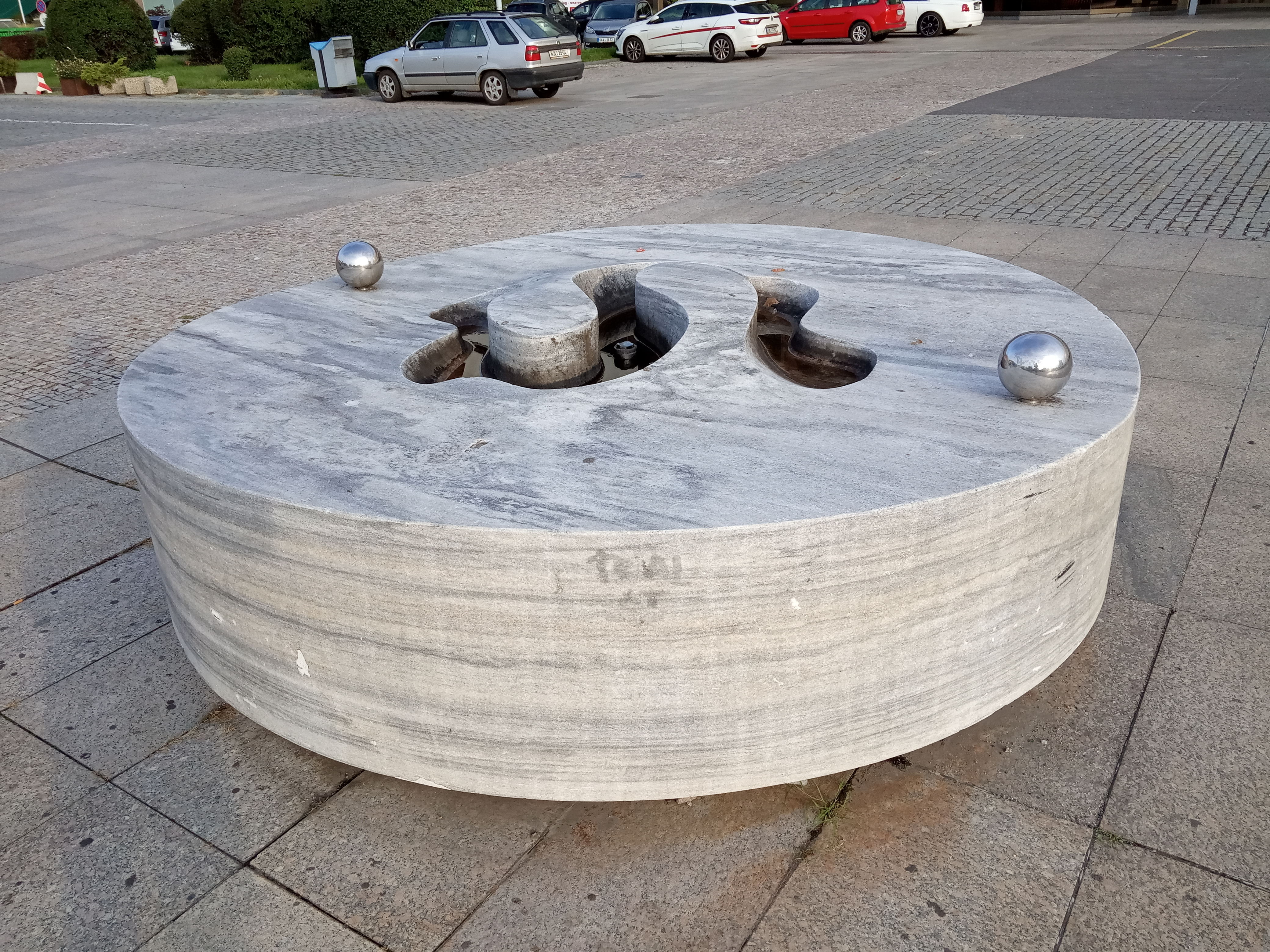
Pítko, Kongresové centrum Praha, Pankrác, 1980
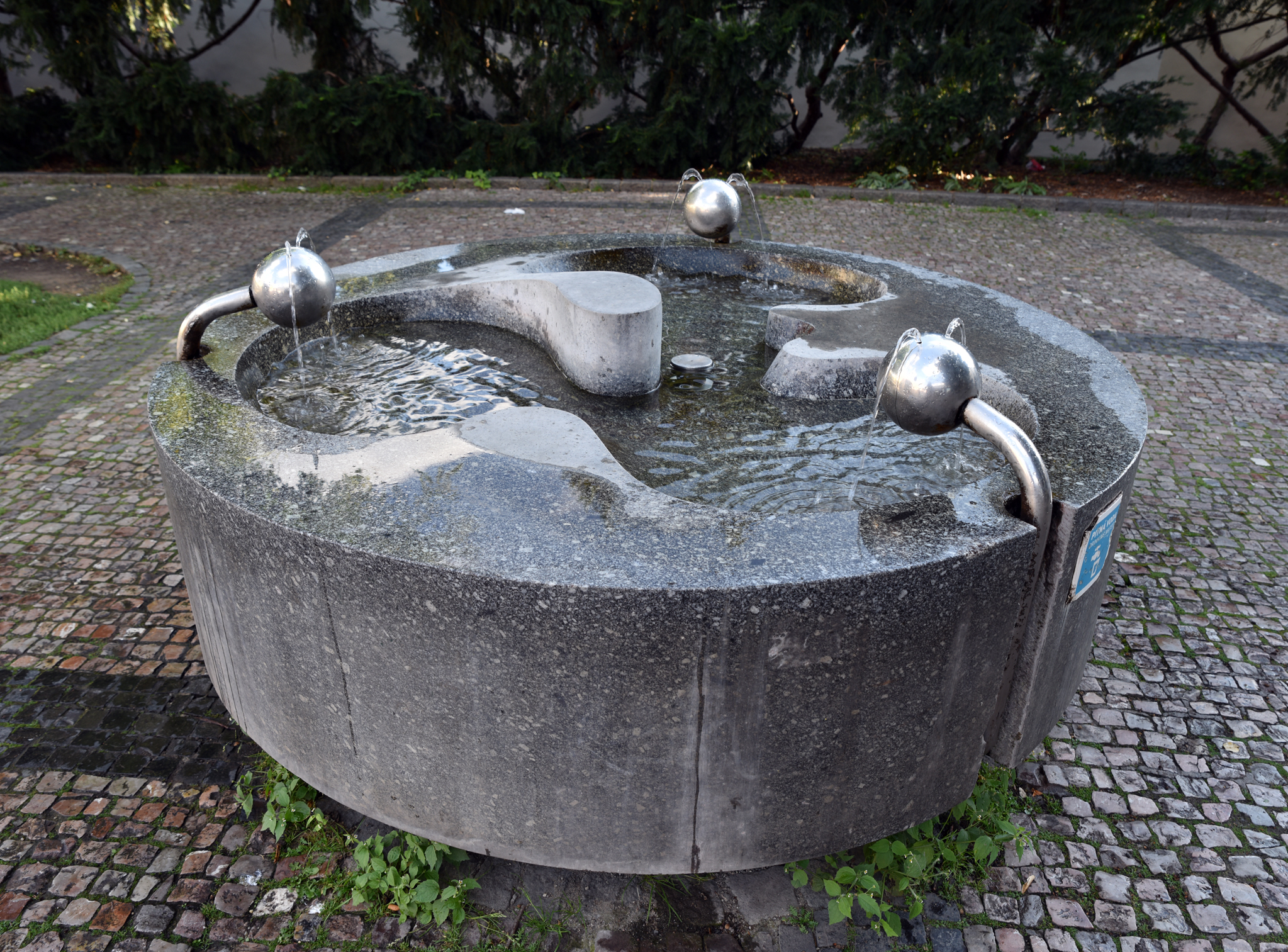
Miroslav Vystrčil, Pítko, Praha - Klárov
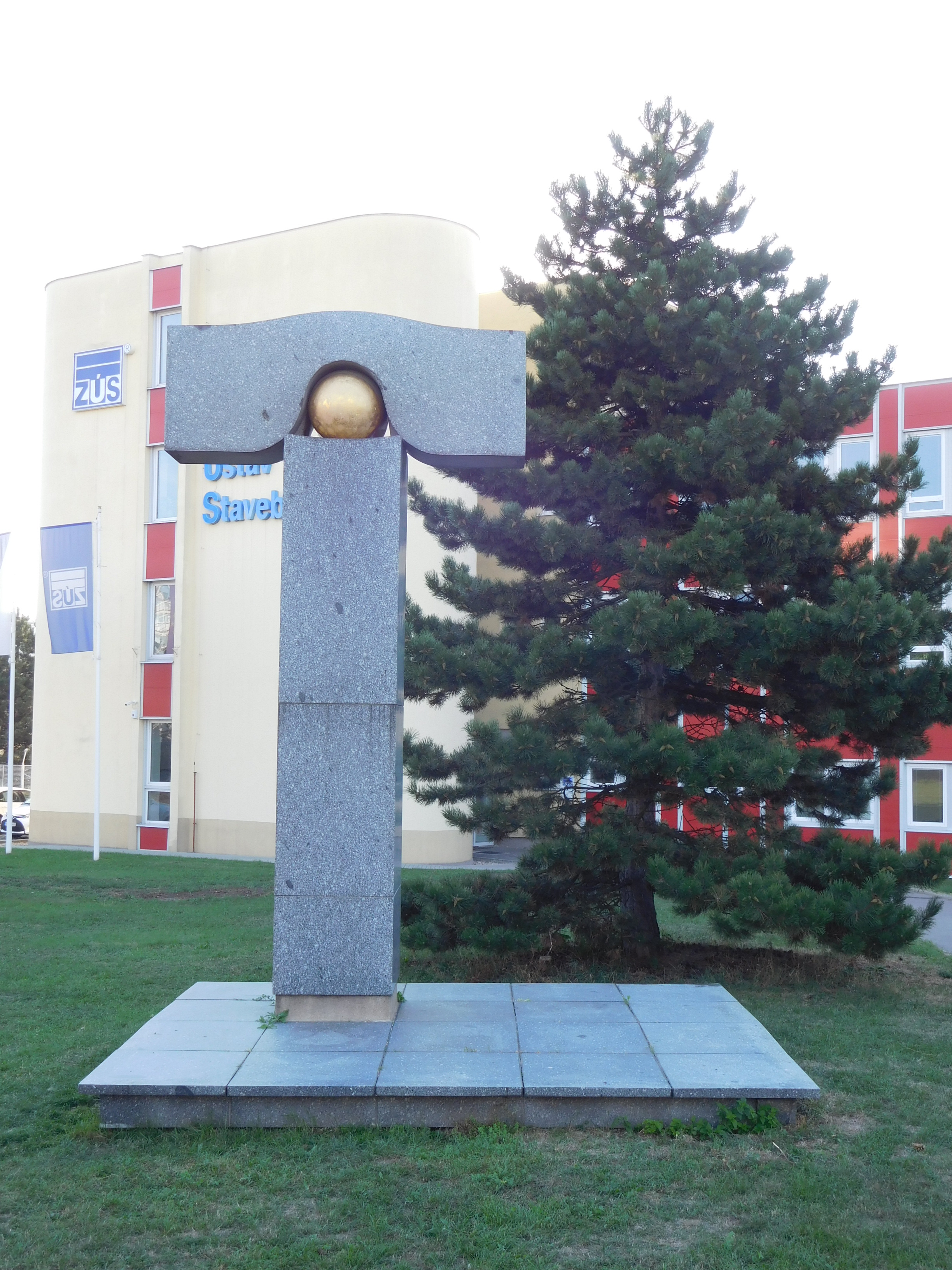
Abstraktní plastika, Praha Prosek, 1987
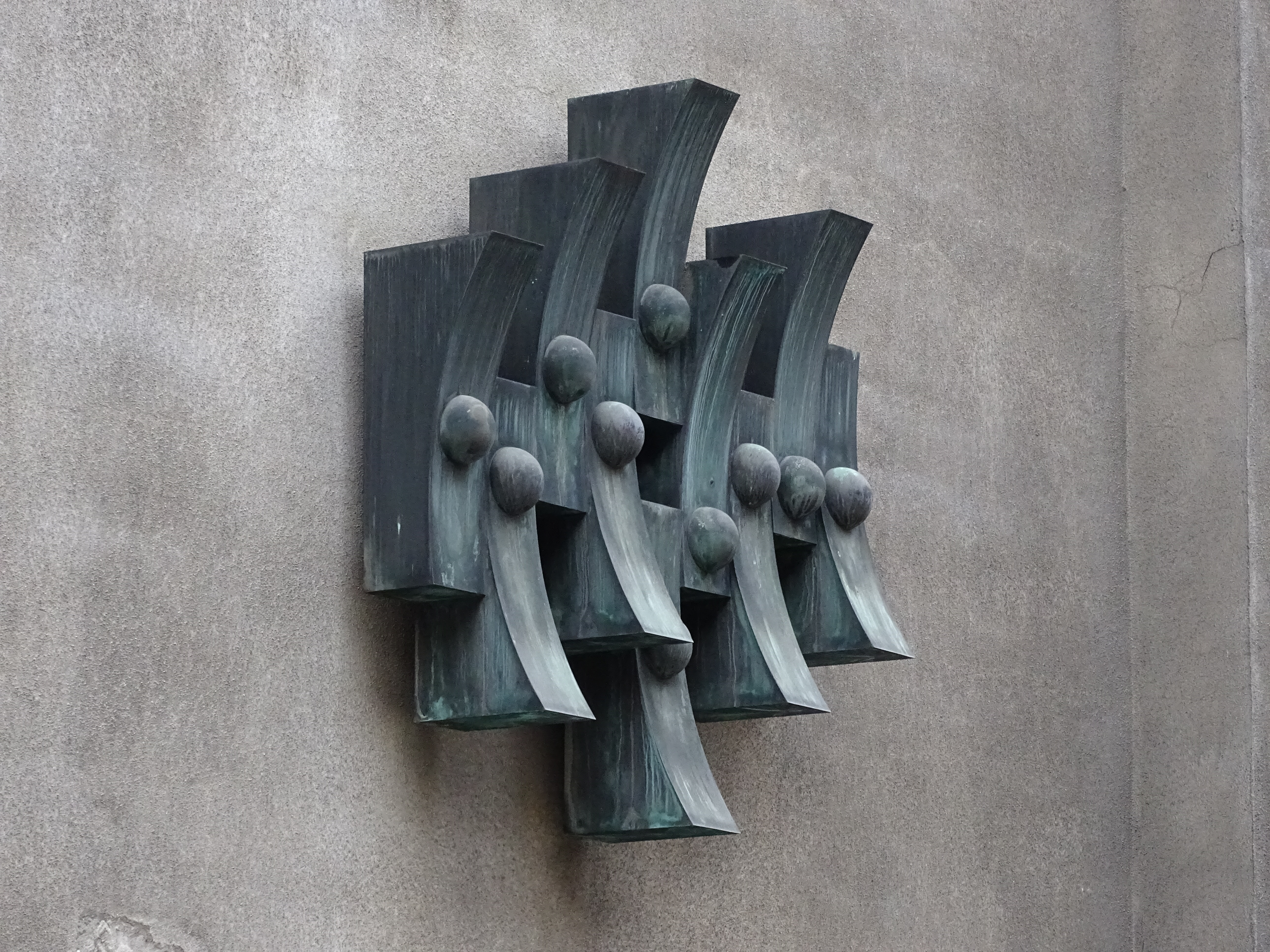
Bronzová reliéfní plastika, Nové Město, Petrská 18, 1978

### Zastoupení ve sbírkách
- Alšova jihočeská galerie v Hluboké nad Vltavou
- Galerie moderního umění v Roudnici nad Labem
- Oblastní galerie v Liberci
- Oblastní galerie Vysočiny v Jihlavě
- Galerie výtvarného umění v Chebu
- Galerie výtvarného umění v Náchodě

### Realizace
- 1974 kovová plastika, základní škola, Liběšice (u Litoměřic)
- 1978 bronzový reliéf, Petrská 1158/18, Praha 1
- 1978 pítko, žula/ nerez, Klárov, Praha 1 – Malá Strana
- 1987 abstraktní plastika před budovou TAZUS, žula, kov, Prosecká, Prosek, Praha 9
- 1980 pítko, žula/nerez, parkoviště za Kongresovým centrem, Praha 4
- 1979 reliéfní plastika, měď-hliníkové lamely, Klostermannova 1253, Hořovice
- 1986 tři prameníky, žula, nerez, nádraží Holešovice, Praha 8, odstraněno při rekonstrukci nádraží

### Plakátová tvorba
- Na východ od ráje, 1964
- Komisař Maigret zuří, 1964
- Romeo a Julie 63, 1964
- Paraplíčka ze Cherbourgu, 1966

### Výstavy

#### Autorské
- 1970 Miroslav Vystrčil, Galerie Fronta, Praha
- 2017 Miroslav Vystrčil: Retrospektiva, Galerie výtvarného umění v Chebu
- 2019 Miroslav Vystrčil: Retrospektiva, Galerie výtvarného umění v Náchodě

#### Společné (výběr)[10]
- 1953 II. krajské středisko Umělecká beseda: Členská výstava, Slovanský ostrov, Praha
- 1953 II. přehlídka československého výtvarného umění, Jízdárna Pražského hradu, Praha
- 1955 Výstava jedenácti, Výstavní síň Ars Melantrich, Praha 1
- 1955/1956 Deset let československé lidově demokratické republiky ve výtvarném umění: Sochařství, monumentální umění a kresba, Slovanský ostrov, Praha
- 1957 Mladé umění / Tvůrčí skupina Máj 57, Obecní dům – výstavní sály, Praha
- 1958/1959 Umění mladých výtvarníků Československa 1958. Obrazy a plastiky, Jízdárna Pražského hradu, Dům umění města Brna
- 1958 2. výstava Skupiny Máj 57: Obrazy, plastiky, kresby, Palác Dunaj, Praha
- 1964 Socha 1964, Liberec
- 1965 Plakate aus der Tschechoslowakei, Münchner Stadtmuseum, Mnichov
- 1966 Jarní výstava 1966, Mánes, Praha
- 1966 Výtvarné antiteze, Galerie bratří Čapků, Praha
- 1967 1. pražský salon, Bruselský pavilon, Praha
- 1967 Klub der Konkretisten, Alpbach, Alpbach
- 1968 Klub konkrétistů a hosté, Oblastní galerie Vysočiny v Jihlavě
- 1968 Kov a šperk, Galerie na Betlemském náměstí, Praha
- 1968 Klub konkrétistů a hosté, Dům kultury pracujících, Ústí nad Labem
- 1968/ Socha piešťanských parkov '68, Kúpelový ostrov, Piešťany
- 1968 300 malířů, sochařů, grafiků 5 generací k 50 létům republiky, Praha
- 1969 Klub konkretistu Cekoslovacchia, Studio di Informazione Estetica, Turín
- 1969/1970 Česká a slovenská medaile 1508–1968, Letohrádek královny Anny (Belveder), Praha, Slovenská národná galéria, Bratislava
- 1978 Metro a výtvarné umění, Staroměstská radnice, Praha
- 1997/1998 Klub konkrétistů, Dům umění, Zlín
- 2010 Československý filmový plakát 1959–1989, Slovácké muzeum, Uherské Hradiště
- 2013 Czech Posters for Film. From the Collection of Terry Posters, National Film Center. National Museum of Modern Art, Tokio
- 2014 Czech Posters for Film. From the Collection of Terry Posters, National Museum of Modern Art (MoMAK), Kjóto
- 2014/2015 Psychedelia ve vizuální kultuře beatového věku 1962–1972, Dům umění, Opava, Wortnerův dům Alšovy jihočeské galerie, České Budějovice
- 2014/2017 Stavy mysli / Za obrazem, Galerie Středočeského kraje (GASK), Kutná Hora
- 2019/2020 Mnohoznačnost struktur, dynamika sil / Ambiguity of Structures, Dynamics of Forces, Museum Kampa – Nadace Jana a Medy Mládkových, Praha

### Katalogy
- Tvůrčí skupina Máj, Galerie Nová síň, Praha 1964
- I. pražský salon, Svaz československých výtvarných umělců, Praha 1967
- Socha a kresba, text Eva Petrová, Svaz československých výtvarných umělců, Praha 1967
- Ze současné tvorby našich malířů: Obrazy z let 1957–1966, text Jitka Boučková, Východočeská galerie v Pardubicích 1967
- Socha piešťanských parkov '68, text Arsén Pohribný, Ľuba Belohradská, Fond výtvarných umení (FVU), Bratislava